# Geoffrey Rhodes Bromet

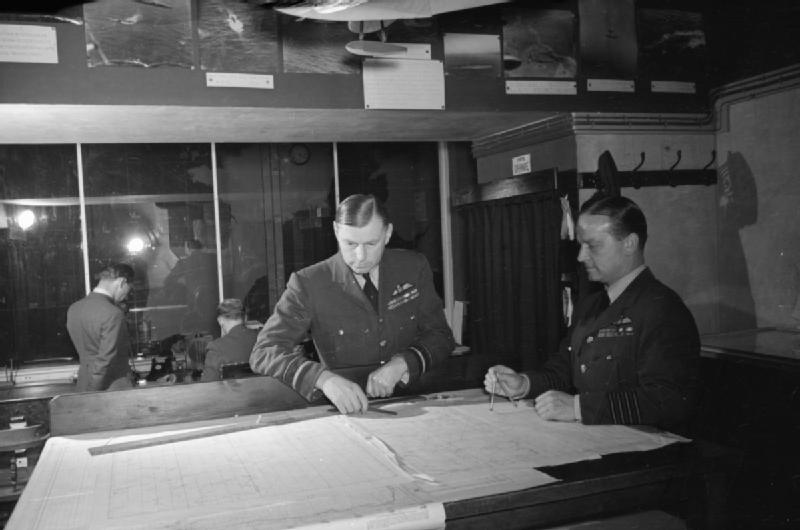
Sir Geoffrey Rhodes Bromet.

Sir Geoffrey Rhodes Bromet KBE CB DSO, DL (28 de Agosto de 1891 — 16 de Novembro de 1983) foi um oficial general (Air Vice Marshal) da RAF durante a Segunda Guerra Mundial e posteriormente Governador da Ilha de Man. Comandou as forças britânicas que desembarcaram nos Açores em Outubro de 1943 e estabeleceram o Aeródromo das Lajes.